# FK Belšina Babrujsk
FK Belšina Babrujsk, bělorusky футбольны клуб Белшына, je běloruský fotbalový klub z města Babrujsk. Založen byl roku 1977 jako FK Šynnik Babrujsk (Шыннік). Roku 1996 byl přejmenován na Belšinu, což je název sponzorského podniku na výrobu automobilových pneumatik. Dvakrát vyhrál ligu Běloruské SSR (1978, 1987) a jednou samostatného Běloruska (2001). V té skončil též jednou druhý (1997) a dvakrát třetí (1996, 1998). Třikrát získal běloruský pohár (1997, 1999, 2001).

## Kompletní výsledky v evropských pohárech
| Sezóna  | Soutěž | Kolo  | Soupeř           | 1. zápas | 2. zápas | Celkem |
| ------- | ------ | ----- | ---------------- | -------- | -------- | ------ |
| 1997-98 | PVP    | Př.   | Tallinna Sadam   | 1-1      | 4-1      | 5-2    |
|         |        | 1.    | Lokomotiv Moskva | 1-2      | 0-3      | 1-5    |
| 1998-99 | UEFA   | Př.   | CSKA Sofia       | 0-0      | 1-3      | 1-3    |
| 1999-00 | UEFA   | Př.   | AC Omonia        | 1-5      | 0-3      | 1-8    |
| 2001-02 | UEFA   | Př.   | MFK Ružomberok   | 1-3      | 0-0      | 1-3    |
| 2002-03 | LM     | 1.př. | Portadown FC     | 0-0      | 3-2      | 3-2    |
|         |        | 2.př. | Maccabi Haifa FC | 0-4      | 0-1      | 0-5    |